# Liste der lettischen Meister im Schach
Die Liste der lettischen Meister im Schach enthält die Siegerinnen und Sieger aller lettischen Einzelmeisterschaften im Schach.

## Allgemeines
Die lettische Meisterschaft wurde erstmals 1924 ausgetragen und fand vor dem Zweiten Weltkrieg unregelmäßig (insgesamt achtmal) statt. Nach der Annexion durch die Sowjetunion und der Besetzung durch das Deutsche Reich im Zweiten Weltkrieg wurde der Wettbewerb 1043 als Meisterschaft des zum Reichskommissariat Ostland gehörigen Generalbezirks Lettland sowie 1941, 1944 und von 1945 bis 1990 als Meisterschaft der Lettischen Sozialistischen Sowjetrepublik (LSSR) ausgetragen. Seit 1991 ist Lettland wieder unabhängig. Rekordmeister ist Jānis Klovāns, der die Meisterschaft der LSSR neunmal gewann; die Meisterschaft des unabhängigen Lettlands gewann Vladimirs Petrovs mit vier Titeln am häufigsten.
Die Meisterschaft der Frauen wurde erstmals 1937 ausgetragen und fand viermal bis 1943 statt, seit 1948 wird der Wettbewerb jährlich ausgetragen. Rekordmeisterin ist Milda Lauberte mit 13 Titeln (je einmal im unabhängigen Lettland und im Generalbezirk Lettland, elfmal in der LSSR); die Frauenmeisterschaft des unabhängigen Lettlands gewann Laura Rogule mit zehn Titeln am häufigsten.

## Lettische Meister während der Unabhängigkeit zwischen den Weltkriegen
| Jahr    | Ort     | Meister           |
| ------- | ------- | ----------------- |
| 1924    | Riga    | Hermanis Matisons |
| 1926/27 | Riga    | Fricis Apšenieks  |
| 1930/31 | Riga    | Vladimirs Petrovs |
| 1932    | Jelgava | Movša Feigins     |
| 1934    | Riga    | Fricis Apšenieks  |
| 1935    | Riga    | Vladimirs Petrovs |
| 1937    | Riga    | Vladimirs Petrovs |
| 1938/39 | Riga    | Vladimirs Petrovs |

## Meister 1941 bis 1944
| Jahr | Ort      | Meister             |
| ---- | -------- | ------------------- |
| 1941 | Riga     | Alexander Koblenz   |
| 1943 | Riga     | Igors Ždanovs       |
| 1944 | Udelnaja | Voldemārs Mežgailis |

## Meister der LSSR 1945 bis 1990
| Jahr | Ort        | Meister                                  |
| ---- | ---------- | ---------------------------------------- |
| 1945 | Riga       | Alexander Koblenz                        |
| 1946 | Riga       | Alexander Koblenz                        |
| 1947 | Riga       | Zigfrīds Solmanis                        |
| 1948 | Riga       | Augusts Strautmanis                      |
| 1949 | Riga       | Alexander Koblenz                        |
| 1950 | Riga       | Voldemārs Mežgailis                      |
| 1951 | Riga       | Marks Pasmans                            |
| 1952 | Riga       | Jānis Kļaviņš                            |
| 1953 | Riga       | Michail Tal                              |
| 1954 | Riga       | Jānis Klovāns                            |
| 1955 | Riga       | Aivars Gipslis                           |
| 1956 | Riga       | Aivars Gipslis                           |
| 1957 | Riga       | Aivars Gipslis                           |
| 1958 | Riga       | Israel Zilber                            |
| 1959 | Riga       | Kārlis Klāsups                           |
| 1960 | Riga       | Aivars Gipslis                           |
| 1961 | Riga       | Aivars Gipslis                           |
| 1962 | Riga       | Jānis Klovāns                            |
| 1963 | Riga       | Aivars Gipslis                           |
| 1964 | Riga       | Aivars Gipslis                           |
| 1965 | Riga       | Michail Tal                              |
| 1966 | Riga       | Aivars Gipslis                           |
| 1967 | Riga       | Jānis Klovāns                            |
| 1968 | Riga       | Jānis Klovāns                            |
| 1969 | Riga       | Anatolijs Šmits                          |
| 1970 | Riga       | Jānis Klovāns                            |
| 1971 | Riga       | Jānis Klovāns                            |
| 1972 | Riga       | Lev Gutman                               |
| 1973 | Daugavpils | Alvis Vītoliņš                           |
| 1974 | Riga       | Juzefs Petkēvičs, Vladimirs Kirpičņikovs |
| 1975 | Riga       | Jānis Klovāns, Anatolijs Šmits           |
| 1976 | Riga       | Alvis Vītoliņš                           |
| 1977 | Riga       | Alvis Vītoliņš                           |
| 1978 | Riga       | Alvis Vītoliņš                           |
| 1979 | Riga       | Jānis Klovāns                            |
| 1980 | Riga       | Valērijs Žuravļovs                       |
| 1981 | Riga       | Aleksander Wojtkiewicz                   |
| 1982 | Riga       | Alvis Vītoliņš                           |
| 1983 | Riga       | Alvis Vītoliņš                           |
| 1984 | Riga       | Edvīns Ķeņģis                            |
| 1985 | Riga       | Alvis Vītoliņš, Juzefs Petkēvičs         |
| 1986 | Riga       | Jānis Klovāns                            |
| 1987 | Riga       | Edvīns Ķeņģis                            |
| 1988 | Riga       | Edvīns Ķeņģis                            |
| 1989 | Riga       | Edvīns Ķeņģis                            |
| 1990 | Riga       | Edvīns Ķeņģis                            |

## Lettische Meister seit der erneuten Unabhängigkeit 1991
| Jahr | Ort      | Meister              |
| ---- | -------- | -------------------- |
| 1991 | Riga     | Normunds Miezis      |
| 1992 | Riga     | Valērijs Žuravļovs   |
| 1993 | Riga     | Zigurds Lanka        |
| 1994 | Riga     | Valērijs Žuravļovs   |
| 1995 | Riga     | Igors Rausis         |
| 1996 | Riga     | Daniels Fridmans     |
| 1997 | Riga     | Edvīns Ķeņģis        |
| 1998 | Riga     | Māris Krakops        |
| 1999 | Riga     | Arturs Neikšāns      |
| 2000 | Riga     | Viesturs Meijers     |
| 2001 | Riga     | Guntars Antoms       |
| 2002 | Riga     | Ilmārs Starostīts    |
| 2003 | Riga     | Jevgēņijs Svešņikovs |
| 2004 | Riga     | Edvīns Ķeņģis        |
| 2005 | Riga     | Edvīns Ķeņģis        |
| 2006 | Riga     | Normunds Miezis      |
| 2008 | Mežezers | Jevgēņijs Svešņikovs |
| 2009 | Mežezers | Vitālijs Samoļins    |
| 2010 | Mežezers | Jevgēņijs Svešņikovs |
| 2011 | Mežezers | Arturs Neikšāns      |
| 2012 | Riga     | Vitālijs Samoļins    |
| 2013 | Riga     | Igors Kovaļenko      |
| 2014 | Riga     | Igors Kovaļenko      |
| 2015 | Riga     | Arturs Neikšāns      |
| 2016 | Riga     | Vladimirs Svešņikovs |
| 2017 | Riga     | Arturs Bernotas      |
| 2018 | Riga     | Ņikita Meškovs       |
| 2019 | Riga     | Arturs Neikšāns      |
| 2020 | Riga     | Zigurds Lanka        |
| 2021 | Riga     | Rolands Bērziņš      |
| 2022 | Riga     | Ilmārs Starostīts    |
| 2023 | Riga     | Toms Kantāns         |
| 2024 | Riga     | Guntis Jankovskis    |
| 2025 | Riga     | Arturs Neikšāns      |

## Lettische Frauenmeisterinnen während der Unabhängigkeit zwischen den Weltkriegen
| Jahr    | Ort  | Meisterin      |
| ------- | ---- | -------------- |
| 1937    | Riga | Milda Lauberte |
| 1938/39 | Riga | Elise Vogel    |

## Frauenmeisterinnen der LSSR 1941
| Jahr | Ort  | Meisterin     |
| ---- | ---- | ------------- |
| 1941 | Riga | Marta Krūmiņa |

## Frauenmeisterinnen des Generalbezirks Lettland 1943
| Jahr | Ort  | Meisterin      |
| ---- | ---- | -------------- |
| 1943 | Riga | Milda Lauberte |

## Frauenmeisterinnen der LSSR 1945 bis 1990
| Jahr | Ort     | Meisterin                       |
| ---- | ------- | ------------------------------- |
| 1948 | Riga    | Milda Lauberte                  |
| 1949 | Riga    | Milda Lauberte                  |
| 1950 | Riga    | Milda Lauberte                  |
| 1951 | Riga    | Milda Lauberte                  |
| 1952 | Riga    | Milda Lauberte                  |
| 1953 | Riga    | Milda Lauberte                  |
| 1954 | Riga    | Milda Lauberte                  |
| 1955 | Riga    | Milda Lauberte                  |
| 1956 | Riga    | Milda Lauberte                  |
| 1957 | Riga    | Milda Lauberte                  |
| 1958 | Riga    | Zāra Nahimovska                 |
| 1959 | Riga    | Zāra Nahimovska                 |
| 1960 | Riga    | Milda Lauberte                  |
| 1961 | Riga    | Zāra Nahimovska                 |
| 1962 | Riga    | Zāra Nahimovska                 |
| 1963 | Riga    | Astra Ērgle                     |
| 1964 | Riga    | Astra Ērgle                     |
| 1965 | Riga    | Astra Ērgle                     |
| 1966 | Riga    | Benita Vilerte                  |
| 1967 | Riga    | Vija Rožlapa                    |
| 1968 | Riga    | Sarma Sedleniece                |
| 1969 | Riga    | Astra Klovāne                   |
| 1970 | Riga    | Astra Klovāne                   |
| 1971 | Riga    | Vija Rožlapa                    |
| 1972 | Riga    | Vija Rožlapa                    |
| 1973 | Riga    | Tamāra Vilerte, Ingrīda Bērziņa |
| 1974 | Riga    | Vija Rožlapa                    |
| 1975 | Riga    | Astra Ozola                     |
| 1976 | Riga    | Ilze Rubene                     |
| 1977 | Riga    | Astra Klovāne                   |
| 1978 | Riga    | Astra Klovāne                   |
| 1979 | Riga    | Ingrīda Bērziņa                 |
| 1980 | Riga    | Tatjana Voronova                |
| 1981 | Riga    | Astra Goldmane                  |
| 1982 | Jūrmala | Anda Šafranska                  |
| 1983 | Riga    | Astra Goldmane                  |
| 1984 | Riga    | Anda Šafranska                  |
| 1985 | Riga    | Tatjana Voronova                |
| 1986 | Riga    | Tatjana Voronova                |
| 1987 | Riga    | Tatjana Voronova                |
| 1988 | Riga    | Natālija Jerjomina              |
| 1989 | Riga    | Ingūna Erneste                  |
| 1990 | Riga    | Anda Šafranska                  |

## Lettische Frauenmeisterinnen seit der Unabhängigkeit 1991
| Jahr | Ort      | Meister              |
| ---- | -------- | -------------------- |
| 1991 | Riga     | Anda Šafranska       |
| 1992 | Riga     | Anna Hāna            |
| 1993 | Riga     | Anda Šafranska       |
| 1994 | Riga     | Anda Šafranska       |
| 1995 | Riga     | Ilze Rubene          |
| 1996 | Riga     | Anda Šafranska       |
| 1997 | Riga     | Anda Šafranska       |
| 1998 | Riga     | Dana Reizniece       |
| 1999 | Riga     | Dana Reizniece       |
| 2000 | Riga     | Dana Reizniece       |
| 2001 | Riga     | Dana Reizniece       |
| 2002 | Riga     | Ingūna Erneste       |
| 2003 | Riga     | Laura Rogule         |
| 2004 | Riga     | Ilze Bērziņa         |
| 2005 | Riga     | Laura Rogule         |
| 2006 | Riga     | Laura Rogule         |
| 2008 | Mežezers | Ilze Bērziņa         |
| 2009 | Mežezers | Laura Rogule         |
| 2010 | Mežezers | Laura Rogule         |
| 2011 | Mežezers | Laura Rogule         |
| 2012 | Riga     | Ilze Bērziņa         |
| 2013 | Riga     | Laura Rogule         |
| 2014 | Riga     | Katrīna Šķiņķe       |
| 2015 | Riga     | Laura Rogule         |
| 2016 | Riga     | Laura Rogule         |
| 2017 | Riga     | Linda Krūmiņa        |
| 2018 | Riga     | Elizabete Limanovska |
| 2019 | Riga     | Ilze Bērziņa         |
| 2020 | Riga     | Laura Rogule         |
| 2021 | Riga     | Laura Rogule         |
| 2022 | Riga     | Laura Rogule         |
| 2023 | Riga     | Laura Rogule         |
| 2024 | Riga     | Ilze Bērziņa         |
| 2025 | Riga     | Marija Kuznecova     |